# Stipa kirghisorum
Stipa kirghisorum är en gräsart som beskrevs av Pavel Aleksandrovich Smirnov. Stipa kirghisorum ingår i släktet fjädergrässläktet, och familjen gräs. Inga underarter finns listade i Catalogue of Life.